# ヴァリャーグ (空母)
ヴァリャーグ（ヴァリャーク、ウクライナ語: Варя́г）は、ソビエト連邦（以下、ソ連）で設計された航空母艦である。ソビエト連邦海軍（以下、ソ連海軍）では重航空巡洋艦（тяжёлый авианесущий крейсер）に分類され、1143.5設計重航空巡洋艦（「アドミラル・クズネツォフ級航空母艦」）の事実上の2番艦である1143.6設計重航空巡洋艦を構成する唯一の艦であった。
ソビエト連邦の崩壊後、ロシア海軍が保有権を放棄しウクライナ海軍に編入されたが完成せず、廃艦となった。未完成の艦体は中華人民共和国（以下、中国）へ売却され、「遼寧」となった。

## 艦名
起工時の予定艦名は「リガ」（Ри́га）であったが、1990年6月19日付けで、ロシア語でヴァイキングを意味する「ヴァリャーグ」に改名された。この名を持つ艦はロシア海軍・ソ連海軍を通じて3代目で、初代は日露戦争で自沈した1等巡洋艦「ヴァリャーグ」である。2代目は太平洋艦隊に所属していたキンダ型ミサイル巡洋艦で、1990年4月に除籍された。また、本艦がウクライナの管轄となった後の1996年2月、太平洋艦隊のスラヴァ級ミサイル巡洋艦「チェルヴォナ・ウクライナ（赤いウクライナ）」が「ヴァリャーグ」に改名された。

## 建造

### 計画
ソ連海軍は、1143.5及び1143.6設計重航空巡洋艦の2隻に加え、原子力艦の1143.7設計（ウリヤノフスク級）重航空巡洋艦を4隻建造する計画を持っていた。また、先に建造された1143設計（キエフ級）重航空巡洋艦およびその準同型艦4隻も近代化改装を受け、艦載機を新型のYak-141VTOL戦闘機に更新して「ソ連空母機動部隊」を補完する戦力となることが期待されていた。

### 起工
この計画を背景に、「ヴァリャーグ」は1143.5設計を踏襲する1143.6設計の艦として1985年12月6日にウクライナ・ソビエト社会主義共和国・ムィコラーイウの黒海造船工場で起工され、1988年11月25日に進水した。太平洋艦隊への配属が予定されていた。

### 建造中断、ウクライナへの編入
ソ連が崩壊した1991年12月、すでに中央政府からの建造資金供給は停止していたが、それでも建造元の黒海造船工場は、「ヴァリャーグ」および「ウリヤノフスク」の建造工事を「自腹で」細々と続行した。だがそれも長くは続かず、翌1992年3月に両艦とも工事は中止された。のちに本艦の売却を委託されたノルウェーの船舶ブローカー、リーベックによると、この時点での「ヴァリャーグ」の完成度は、船体が100%、機関が80%、その他の部分が20%であった（艦全体で67.3%という説もある）。新生ロシア海軍は「あと7億5,000万ドルあれば、『ヴァリャーグ』は竣工に漕ぎ着けられる」という見積もりを算出したが、極度の財政難にあえぐロシア連邦政府にはそれだけの資金を出すことはできなかった。しかも、本艦を建造していた黒海造船工場自体が独立したウクライナに接収されてしまい、本艦の所有権自体がロシアとウクライナで争われることになったのである。
その数ヵ月後、ロシア、ウクライナの両政府は、共同でノルウェーの船舶ブローカー、リーベックを通じて海外に売却する事で一旦は妥結した。リーベックは、同艦は船体及び機関がほぼ完成し、兵装や電子機器は未搭載なので、これらの機器類は購入した国が自由に選べることのメリットを強調して売込みを図り、インド、中国、アルゼンチン、ブラジル等の新興国と接触を図った。この時の売却価格は、搭載機込みで約40億ドル（艦そのものが20億ドル、さらに搭載機が20億ドル）と見込まれていたが、この金額は当時売り込み先と目された国々の一年分の軍事費の半分以上に当たるものであり、結局高過ぎてどの国も買えないまま宙に浮いた形となった。一方、まだ船体も完成していなかった「ウリヤノフスク」は、早々に解体された。
海外売却の話も消え、ロシア海軍に就役する見込みもない「ヴァリャーグ」は、ムィコラーイウの岸壁に係留されたまま放置され、他の艦に移設可能な装備を撤去される有様であった。1993年、ロシアは「ヴァリャーグ」の所有権を諦め、同艦はウクライナの管轄となった。

### 中国への売却
1997年、『ジェーン防衛週報』（英: Jane's Defence Weekly。以降、JDW）は「『ヴァリャーグ』解体工事開始」と報じたが、実際には艦そのものの解体ではなく、搭載済みの各種機器の撤去工事であった。船体だけはレジャー施設への改造のために売却される予定であったため、それ以外の艦内の余分な機器は全て撤去されるはずであったが、造船所関係者によると、主機そのものは撤去されず、電気系統やパイプなどを切断して使用不能にしただけであったという。
その後、ウクライナは本艦をスクラップとして2,000万ドルで売却する意向を示し、マカオの「中国系民間会社」である創律集団旅遊娯楽公司が1998年に購入した。「中国本国で海上カジノとして使用する予定」とされていたが、この会社の社長で香港の実業家の徐増平は中国軍の退役軍人だった。ボスポラス海峡、ダーダネルス海峡を動力装置の無い大型艦が曳航されて通過するのは危険であること、既に見かけが航空母艦であり、空母の海峡通過を禁じたモントルー条約に抵触することから、トルコ政府は海峡通過に難色を示したが、中国側がトルコへの観光客増加を約束するという政治的折衝で妥協し、2001年、ようやく中国本国に回航された。2002年3月3日には大連港に入港し、西区4号埠頭に係留された。
2012年10月12日に遼寧として大連港を出港した。

## 設計
船体や主機などの主要部分は基本的に1143.5設計と同じであるが、幾つかの改正が行なわれたことから、「改クズネツォフ級」とでもいうべき艦になるはずだった。

### 艦体
船体の魚雷防御用装甲は多層式から単層式に変更された。

### 機関
主機関は蒸気タービン4基4軸で、8基のKVG-2ボイラーとともに前後にシフト配置されており、ダメージコントロールに配慮されていた。

### 電子兵装
電子機器は、新型のレーダー複合「フォールム」または「フォールム-2M」（2面回転方式アンテナを持つフェーズドアレイレーダー）に変更された。この複合には、3次元レーダーのMR-650「ポドベリョーゾヴィク」と2基の「フレガート-MAT」またはMR-750「フレガート-MA」が含まれている。この変更に伴い、アイランドの形状も変更して「クズネツォフ」より若干コンパクト化されている。
だが、このレーダー複合は運用効率が低く、他のレーダーとの干渉が解決しなかった。
このほか、艦首にバウ・ソナーを装備する。

### 兵装
モントルー条約でボスポラス・ダーダネルス海峡の通行が禁じられた航空母艦を、「航空巡洋艦」として航行可能にするために、ヴァリャーグにもP-700（SS-N-19）巡航ミサイルの発射区画が設置されていた。しかし、ミサイルを含めたシステム全体が大型かつ複雑で、特にミサイル区画を甲板前部に設置したことで、艦載機格納庫の容積が制限され、艦載機の搭載機数は制限を受けた。
このほか、防御武装として甲板四隅の張り出し部に、SK95（SA-N-9）の発射区画（6基×4組）が用意されたほか、艦体後部左右にAK-630CIWS6基、CADS-N-1CIWS8基、RBU-12000対潜ロケット発射機2基の搭載区画が用意されていた。

## 登場作品

### 小説
『征途』
戦後日本が南北分断国家になった世界で、北日本にあたる日本民主主義人民共和国の赤衛艦隊所属空母「統一」として登場。
劇中では南日本にあたる日本国海上自衛隊のしょうかく型航空護衛艦（空母）を中核とする機動部隊に対する戦力バランスの維持を目的としてロシアより購入され、南樺太の軍港都市・真岡で完成した。ロシア時代より引き続き対艦ミサイル用のVLSを飛行甲板上に備えているが、搭載ミサイルが現実と同じP-700と同じかは語られていない。
その後に勃発した統一戦争では、日本海を北上する海上自衛隊第2機動任務群を迎撃するべく、ソビエツキー・ソユーズ級戦艦「解放」を旗艦とする赤衛艦隊主力の1隻として出撃。勃発した第三次日本海海戦では、艦載機のSU27を発艦させて海上自衛隊第二機動護衛群所属の航空護衛艦「しょうかく」艦載機隊と交戦させるが決着がつかなかったため水上打撃戦に移行し、「解放」に加えキーロフ級ミサイル巡洋艦「栄光」、スラヴァ級ミサイル巡洋艦「独立」等と共に対艦ミサイルによる飽和攻撃を行うが海自側に全弾迎撃されてしまい、逆に海自側からの対艦ミサイル攻撃により撃沈された。
『天空の富嶽』
中国海軍の空母「天安」として登場。
沖縄本島攻略作戦に投入される予定だったが、中央軍事委員会が東京攻撃に方針転換し、杭州級駆逐艦2隻、広州級駆逐艦1隻、蘭州級駆逐艦2隻、江凱型フリゲート1隻、旅滬型駆逐艦2隻、漢型原子力潜水艦4隻を護衛にバシー海峡廻りで太平洋に出撃。さらに出撃間際に第一目標を仙台市に変更し、自衛隊の警戒の意表を突いて艦載機であるSu-33 30機による仙台空襲に成功する。
しかし、翌日の青ヶ島沖で海上自衛隊のP-3Cに発見され、航空自衛隊のF-2 30機からの93式空対艦誘導弾の攻撃で艦橋に1発、飛行甲板に2発、艦尾に1発被弾して母艦機能を喪失し、最終的に海上自衛隊空母「飛鳥」のF/A-18E改の空対艦ミサイルとレーザー誘導爆弾の攻撃で漢型原子力潜水艦以外の8隻共々撃沈する。